# アルシャー左旗炭鉱崩落事故
アルシャー左旗炭鉱崩落事故（中国語:阿拉善左旗露天煤矿坍塌事故）は、2023年2月22日13時16分、内モンゴル自治区アルシャー左旗の新井石炭業露天掘り炭鉱で発生した重大な崩落事故。
53人が連絡不能または死亡し6人が負傷した。

## 概要
当初は2名が死亡、53名が行方不明と報道された。国営の中国中央テレビは3月、閉じ込められた残りの鉱山労働者全員が行方不明か死亡していることを認めた。6月には全員が死亡したことを間接的に確認し、死者数は53人となった。